# S:t Görans sjukhus (TV-serie)
S:t Görans sjukhus är en svensk reality- och dokumentärserie som hade premiär på Viaplay och TV3 den 10 mars 2025. Serien består av tio avsnitt. Serien produceras av Jessica MacDowall på Brand New Content. Exekutiv producent på Viaplay är Magnus Coinberg.

## Handling
Serien följer åtta medarbetare på S:t Görans Sjukhus. Serien ger en inblick i den omfattande verksamheten på sjukhuset. Bland annat medverkar Anna Alnersson, ledningssjuksköterska på akuten, förlossningsläkaren och gynekologen Camilla Stocklassa, barnmorskan Anja Lundström, biträdande enhetschef för servicegruppen Marcus Broman och kirurgen David Razzaz.